# Армения на летних Олимпийских играх 2020
Армения на летних Олимпийских играх 2020 года в Токио была представлена 17 спортсменами в 8 видах спорта. Это было седьмое по счёту выступление страны на летних Олимпийских играх после распада СССР. Первоначально запланированные на проведение с 24 июля по 9 августа 2020 года Олимпийские игры из-за пандемии COVID-19 были перенесены на 23 июля — 8 августа 2021 года.
На Олимпийских играх 2020 года сборная Армения завоевала 4 медали. Тяжелоатлет Симон Мартиросян и борец греко-римского стиля Артур Алексанян завоевали серебро, а гимнаст Артур Давтян и боксёр Ованнес Бачков — бронзовые медали.
На церемонии открытия Игр знаменосцами сборной Армении стали боксёр Оганес Бачков и пловчиха Варсеник Манучарян.

## Медали
| Серебро |                  |                                                 |           |
| №       | Спортсмены       | Вид спорта (дисциплина)                         | Дата      |
| 1       | Артур Алексанян  | Борьба (до 97 кг, мужчины)                      | 3 августа |
| 2       | Симон Мартиросян | Тяжёлая атлетика (до 109 кг, мужчины)           | 3 августа |
| Бронза  |                  |                                                 |           |
| №       | Спортсмены       | Вид спорта (дисциплина)                         | Дата      |
| 1       | Артур Давтян     | Спортивная гимнастика (опорный прыжок, мужчины) | 2 августа |
| 2       | Оганес Бачков    | Бокс (до 63 кг, мужчины)                        | 6 августа |

| Медали по видам спорта | Медали по видам спорта | Медали по видам спорта | Медали по видам спорта | Медали по видам спорта |
| ---------------------- | ---------------------- | ---------------------- | ---------------------- | ---------------------- |
| Вид спорта             | 1                      | 2                      | 3                      | Итого                  |
| Бокс                   | 0                      | 0                      | 1                      | 1                      |
| Борьба                 | 0                      | 1                      | 0                      | 1                      |
| Спортивная гимнастика  | 0                      | 0                      | 1                      | 1                      |
| Тяжёлая атлетика       | 0                      | 1                      | 0                      | 1                      |
| Всего                  | 0                      | 2                      | 2                      | 4                      |

| Медали по дням | Медали по дням | Медали по дням | Медали по дням | Медали по дням |
| -------------- | -------------- | -------------- | -------------- | -------------- |
| Дата           | 1              | 2              | 3              | Итого          |
| 24 июля        | 0              | 0              | 0              | 0              |
| 25 июля        | 0              | 0              | 0              | 0              |
| 26 июля        | 0              | 0              | 0              | 0              |
| 27 июля        | 0              | 0              | 0              | 0              |
| 28 июля        | 0              | 0              | 0              | 0              |
| 29 июля        | 0              | 0              | 0              | 0              |
| 30 июля        | 0              | 0              | 0              | 0              |
| 31 июля        | 0              | 0              | 0              | 0              |
| 1 августа      | 0              | 0              | 0              | 0              |
| 2 августа      | 0              | 0              | 1              | 1              |
| 3 августа      | 0              | 2              | 0              | 2              |
| 4 августа      | 0              | 0              | 0              | 0              |
| 5 августа      | 0              | 0              | 0              | 0              |
| 6 августа      | 0              | 0              | 1              | 1              |
| 7 августа      | 0              | 0              | 0              | 0              |
| 8 августа      | 0              | 0              | 0              | 0              |
| Всего          | 0              | 2              | 2              | 4              |

| Медали по полу | Медали по полу | Медали по полу | Медали по полу | Медали по полу |
| -------------- | -------------- | -------------- | -------------- | -------------- |
| Пол            | 1              | 2              | 3              | Итого          |
| Мужчины        | 0              | 2              | 2              | 4              |
| Женщины        | 0              | 0              | 0              | 0              |
| Всего          | 0              | 2              | 2              | 4              |

## Состав сборной
Состав сборной Армении на летних Олимпийских играх в Токио состоял из 17 спортсменов, которые приняли участие в 8 видах спорта.

## Результаты соревнований

### Бокс
Бокс на летних Олимпийских играх 2021 года пройдут с 24 июля по 8 августа на арене Рёгоку Кокугикан. Соревнования пройдут по системе плей-офф. Для победы в олимпийском турнире боксёру необходимо одержать либо четыре, либо пять побед в зависимости от жеребьёвки соревнований. Оба спортсмена, проигравшие в полуфинальных поединках, становятся обладателями бронзовых наград.

### Борьба
В соревнованиях по борьбе, как и на предыдущих четырёх Играх, разыгрывалось 18 комплектов наград. По 6 у мужчин в вольной и греко-римской борьбе и 6 у женщин в вольной борьбе. Турнир пройдёт по олимпийской системе с выбыванием. В утешительный раунд попадали участники, проигравшие в своих поединках будущим финалистам соревнований. Каждый поединок состоял из двух раундов по 3 минуты, победителем становился спортсмен, набравший большее количество технических очков. По окончании схватки, в зависимости от результатов спортсменам начислялись классификационные очки.
Используемые сокращения: 

VFA (5:0) — победа на туше; 

VSU (4:0) — победа по техническому превосходству (8 баллов разницы в греко-римской борьбе и 10 баллов — в вольной без технических баллов у проигравшего); 

VSU1 (4:1) — победа по техническому превосходству в одном или двух периодах, с техническим баллом у проигравшего; 

VPO (3:0) — победа по баллам, когда борец выигрывает 2 периода с преимуществом, набрав от 1 до 7 баллов в греко-римской борьбе и от 1 до 9 — в вольной без технических баллов у проигравшего; 

VPO1 (3:1) — победа по баллам с техническими баллами у проигравшего; 

### Гимнастика

#### Спортивная гимнастика
Соревнования по спортивной гимнастике пройдут с 24 июля по 3 августа. В квалификационном раунде пройдёт отбор, как в финал командного многоборья, так и в финалы личных дисциплин. В финал индивидуального многоборья пройдут 24 спортсмена с наивысшими результатами, а в финалы отдельных упражнений по 8 спортсменов, причём в финале личных дисциплин страна не сможет быть представлена более, чем 2 спортсменами. В командном многоборье в квалификации на каждом снаряде выступят по 4 спортсмена, но в зачёт пойдут только три лучших результата. В финале командных соревнований на каждом снаряде выступит по три спортсмена и все три результата шли в зачёт. В отличие от Игр 2016 года в заявку командного многоборья войдёт по 4 гимнаста, а не 5 как было в Рио-де-Жанейро. Также национальный олимпийский комитет во время квалификационных соревнований мог завоевать две индивидуальные лицензии на участие в отдельных упражнениях.

### Дзюдо
Соревнования по дзюдо проводились по системе с выбыванием. В утешительные раунды попадали спортсмены, проигравшие полуфиналистам турнира. Два спортсмена, одержавших победу в утешительном раунде, в поединке за бронзу сражались с дзюдоистами, проигравшими в полуфинале.

### Тяжёлая атлетика
Соревнования по тяжёлой атлетике на летних Олимпийских играх пройдут с 24 июля по 4 августа 2021 года в здании Токийского международного форума. В 2018 году произошёл пересмотр весовых категорий, в результате чего количество разыгрываемых медалей у мужчин и женщин стало равным, а количество спортсменов, заявленных на Игры уменьшилось. Во время олимпийского цикла тяжёлая атлетика была под угрозой исключения из Игр.
В рамках соревнований проводятся два упражнения — рывок и толчок. В каждом из упражнений спортсмену даётся 3 попытки. Победитель определяется по сумме двух упражнений. При равенстве результатов победа присуждается спортсмену, с меньшим собственным весом.
Квалификация на Игры проходила на основании мирового рейтинга IWF. В отличие от предыдущих Игр большинство олимпийских квот были именными и присуждались конкретному спортсмену на основании позиции в рейтинге и континентальной квоте. Также в связи с большим количеством нарушений антидопинговых правил у многих стран количество квот было ограниченным.

## Внешние ссылки
- Сборная Армении Архивная копия от 3 августа 2021 на Wayback Machine на странице Олимпийских игр 2020 (англ.)